# 리세 뢰네

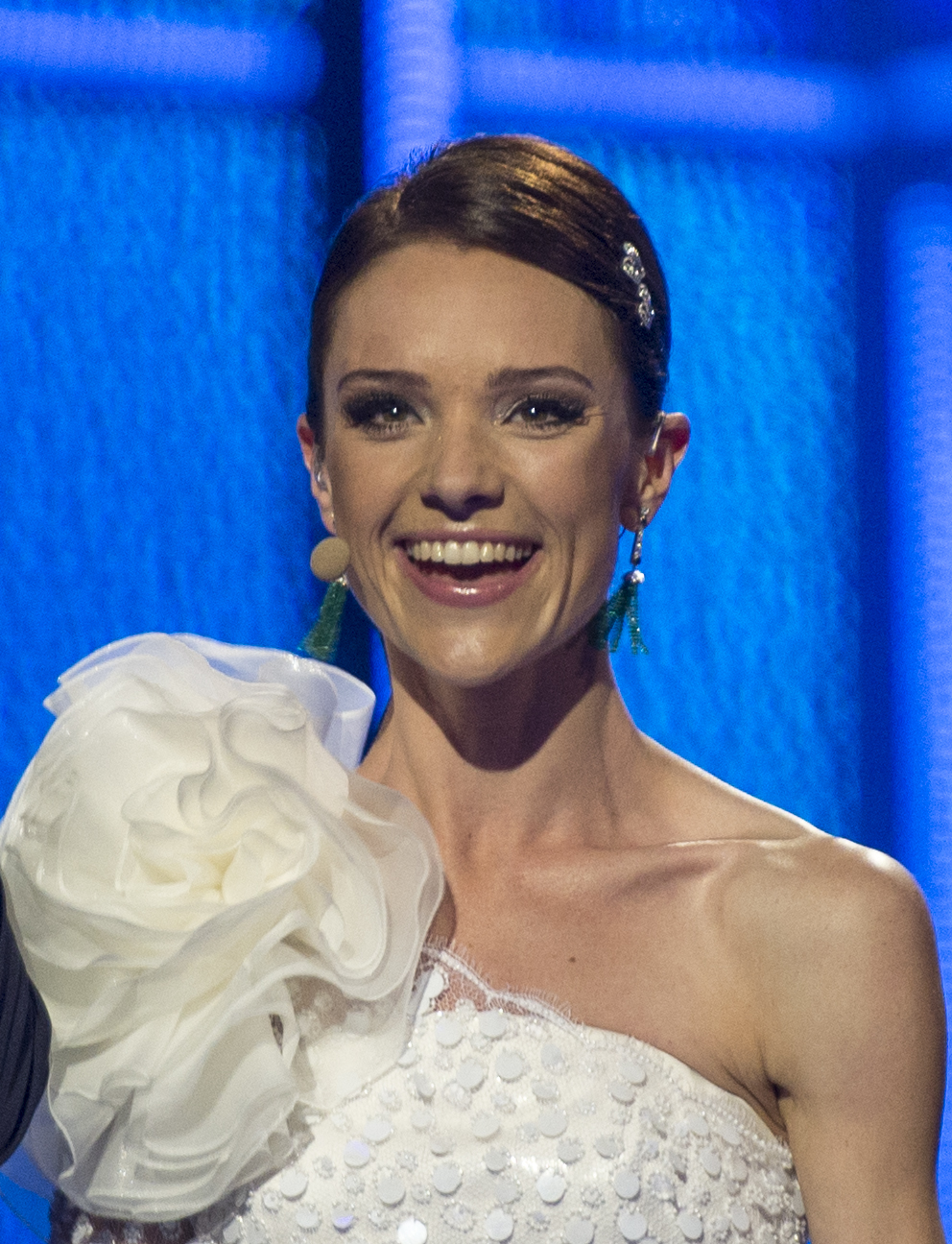
리세 뢰네

리세 뢰네(덴마크어: Lise Rønne, 1978년 11월 1일 ~ )는 덴마크의 텔레비전 관계자이다. 필루 아스베크(Pilou Asbæk), 니콜라이 코펠(Nikolaj Koppel)과 함께 덴마크 코펜하겐에서 열린 유로비전 송 콘테스트 2014의 진행자를 맡았다.